# Václav Vlček (kondotiér)
Václav Vlček z Čenova (též z Minic, okolo 1425?–1501?) byl český vojevůdce a autor knihy o válečném umění.

## Původ
Václav Vlček původně používal přídomek z Minic. Přídomek z Čenova nebo z Čínova začal používat poté, co od krále Vladislava Jagellonského tuto vesnici obdržel za to, že sepsal své hlavní dílo Naučení, kterak se mají šikovati jízdní, pěší i vozy. Po roce 1436 byl také vlastníkem Libně, kterou získal po Janu Vlašimském z Cimburka.

## Kariéra
Václav Vlček byl jedním z předních českých kondotiérů, tedy velitelů nájemních vojsk v bojích mezi císařem Fridrichem a vévodou Albrechtem. Poté sloužil Zdeňku Konopišťskému ze Šternberka. Ve válce krále Jiřího z Poděbrad s Matyášem Korvínem byl Václav Vlček jedním z nejdůležitějších Jiříkových vůdců; proslavil se zejm. při obležení a držení benediktinského kláštera v Třebíči, při obléhání Uherského Hradiště nebo při bitvě na říčce Valové u Tovačova. Jakožto žatecký zeman byl Vlček roku 1470 hejtmanem vojska žateckého a rakovnického.
V letech 1477–1484 vlastnil jihočeský hrad Helfenburk, ze kterého podnikal výpady proti příznivcům krále Matyáše Korvína. Na hradě významně rozšířil opevnění o pokročilé pozdně gotické fortifikační prvky.
Hermenegild Jireček usuzuje o Vlčkově „jadrném duchu válečnickém“ a uvádí tyto Vlčkovy věty: „Válkať jest, válkú válí se sem i tam; musí to býti, žeť jedni druhé porážejí.“ – „Bych se měl s kým bíti, vždy bych se naň rád s ranú první utek.“ Jireček však uvádí i chvalozpěv na Vlčka, zasazený do souvislostí boje o Tovačov:
| „ | By tu Vácslava Vlčka nebylo, zleby se bylo Čechuom přihodilo, žeby se mnohý do Čech nevrátil, a svój život bylby ztratil! | “ |